# Tutto in quella notte (miniserie televisiva)
Tutto in quella notte è una miniserie televisiva italiana del 2002 diretto da Massimo Spano. È il quinto e ultimo capitolo della saga Delitti e segreti cominciata con Il mistero del cortile, poi con Morte di una ragazza perbene, Un colpo al cuore e Senso di colpa.

## Trama
Nell'impresa di pulizie "La Brillante" oltre ai coniugi proprietari Giorgio e Giulia Rinaldi lavorano anche Sandra Lodigiani, Roberto Bonanzi, Milena Cordaro e Igor Bekov, l'impresa ha più contatti con gli uffici tra cui la "Master Assicurazioni". Una notte, in quei uffici oltre a loro c'è anche una guardia notturna nonché ex poliziotto Michele Sarli, e uno dei dipendenti dell'impresa di pulizie Sandra Lodigiani fu trovata uccisa e ad indagare sul delitto è il commissario Mazzocchi che è anche ex capo di Sarli.

## Curiosità
- Inizialmente la messa in onda della miniserie era prevista per l'11 e il 12 settembre 2001, ma fu slittata per il 5 e il 6 giugno successivo a causa degli Attentati dell'11 settembre avvenuto il giorno stesso della prima visione della prima puntata della miniserie.